# Museu da Imagem e Som de Alagoas
Koordinaten: 9° 40′ 21,6″ S, 35° 43′ 20″ W

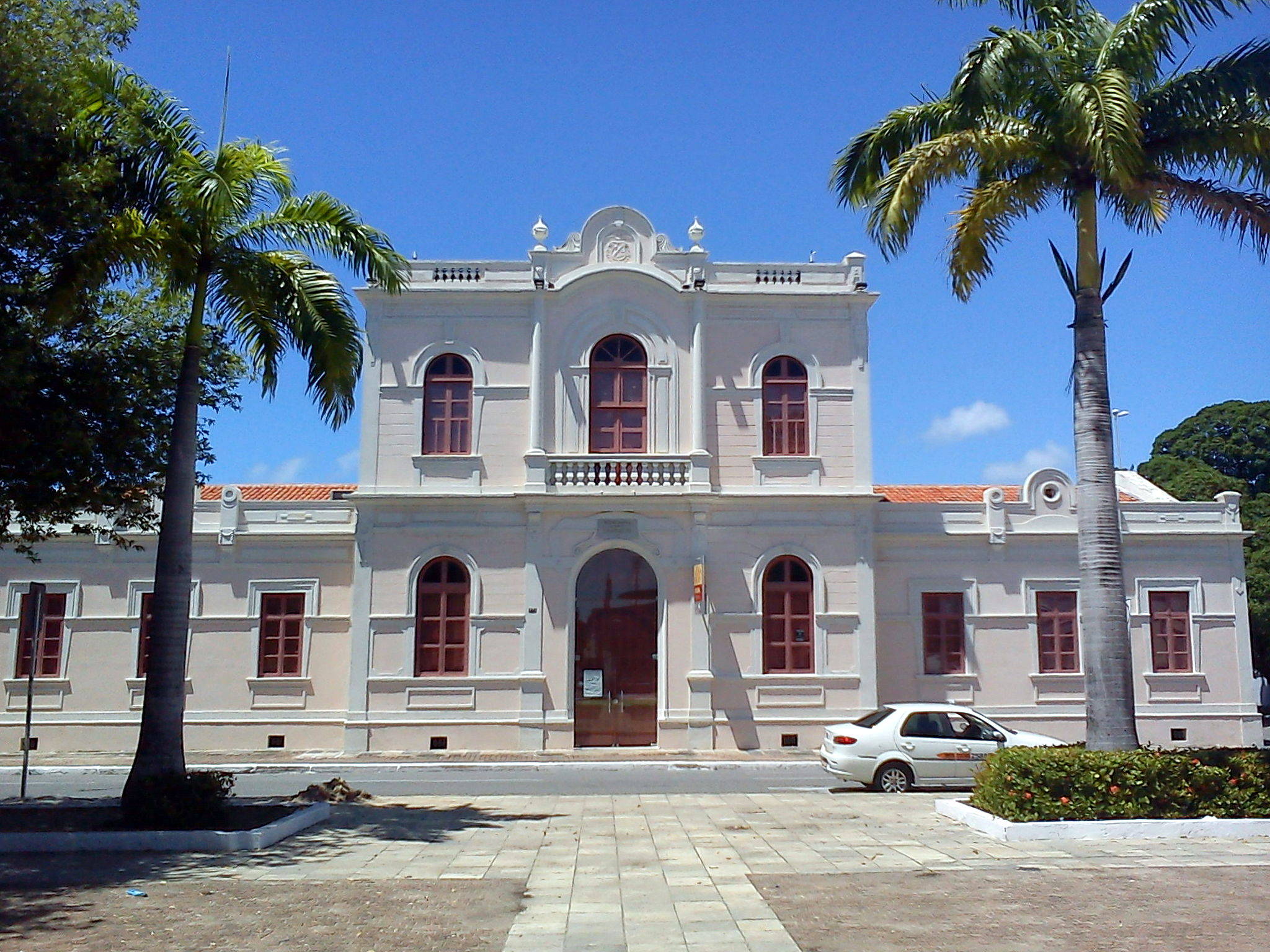
Museu da Imagem e do Som de Alagoas

Das Museu da Imagem e Som de Alagoas (MISA; deutsch Museum für Visuelles und Auditives) ist ein Museum in der brasilianischen Stadt Maceió (Bundesstaat Alagoas).
Das staatliche Medienmuseum wurde am 3. September 1981 gegründet. Die Sammlung widmet sich der Vermittlung von Informationen über wichtige politische, soziale und künstlerische Ereignisse im Bundesstaat Alagoas. Die Bestände umfassen auch Teile des kulturellen Gedächtnisses der Stadt Maceió, das auf Fotografien, Kassetten und Videobändern sowie alten Schallplatten dokumentiert ist. Daneben gibt es zahlreiche gespendete Objekte wie Radios und Fotoapparate. 
Das Museum ist im Stadtteil Jaraguá, in dem Gebäude Praça Dois Leões 275 beheimatet, das im brasilianisch-neoklassizistischen Stil von Carlos Mornay entworfen und im Jahr 1869 errichtet wurde. Unmittelbar gegenüber befindet sich der Park Praça Dois Leões, südlich schließt sich das historische Viertel am Fischereihafen an.
Direktor ist seit Mai 2011 Fernando Antônio Netto Lobo (* 1948).